# Serraniculus pumilio
Serraniculus pumilio - gatunek ryby z rodziny strzępielowatych, jedyny przedstawiciel rodzaju Serraniculus Ginsburg, 1952. 

## Występowanie
Rafy koralowe zachodniej części Oceanu Atlantyckiego.

## Charakterystyka
Dorasta do 7,5 cm długości.